# 阿爾法塔
阿爾法塔（羅馬化：Alfatar）是保加利亞的城鎮，位於該國東北部，距離首府錫利斯特拉18公里，由錫利斯特拉州負責管轄，面積10.44平方公里，海拔高度188米，受大陸性氣候影響，2010年人口1,726，居民主要信奉東正教。